# 37e Match des étoiles de la Ligue nationale de hockey
Match précédent Match suivant
Le 37e Match des étoiles de la Ligue nationale de hockey a eu lieu le 12 février 1985 dans la patinoire des Flames de Calgary : la Pengrowth Saddledome.

## Contexte et déroulement du match
Pour la première fois dans l'histoire de la LNH, la ligue décide de mettre en place un capitaine honorifique dans chaque équipe. Autre innovation, les fans sont consultés pour choisir la première ligne représentant chaque conférence. Cette innovation, déjà en place dans la National Basketball Association et la National Football League vient afin d'essayer de donner un nouveau souffle à cette compétition bien trop souvent boudée par les médias Les Oilers d'Edmonton furent la franchise la plus représentée avec pas moins de 7 joueurs ainsi que l'entraîneur de l'équipe sélectionnés pour jouer pour la conférence Campbell.
16 825 personnes assistent à une première dans le monde de la LNH : le jeune Mario Lemieux qui fait sa première année dans la ligue et sacré MVP du tournoi. Au cours du match Raymond Bourque réalise quatre passes décisives.

## Joueurs sélectionnés
Association Prince de Galles
- Entraîneur - Al Arbour, Islanders de New York
- G - Pelle Lindbergh, Flyers de Philadelphie
- G - Tom Barrasso, Sabres de Buffalo
- D - Raymond Bourque, Bruins de Boston
- D - Chris Chelios, Canadiens de Montréal
- D - Scott Stevens, Capitals de Washington
- D - Rod Langway, Capitals de Washington
- D - Phil Russell, Devils du New Jersey
- D - Mike Ramsey, Sabres de Buffalo
- A - Mario Lemieux, Penguins de Pittsburgh
- A - Anders Hedberg, Rangers de New York
- A - Kirk Muller, Devils du New Jersey
- A - Brent Sutter, Islanders de New York
- A - Bob Carpenter, Capitals de Washington
- A - John Tonelli, Islanders de New York
- A - Tim Kerr, Flyers de Philadelphie
- A - Glenn Anderson, Oilers d'Edmonton
- A - Ron Francis, Whalers de Hartford

Association Campbell
- Entraîneur - Glen Sather, Oilers d'Edmonton
- G - Grant Fuhr, Oilers d'Edmonton
- G - Andy Moog, Oilers d'Edmonton
- D - Paul Coffey, Oilers d'Edmonton
- D - Al MacInnis, Flames de Calgary
- D - Paul Reinhart, Flames de Calgary
- D - Doug Wilson, Black Hawks de Chicago
- D - Kevin Lowe, Oilers d'Edmonton
- D - Randy Carlyle, Jets de Winnipeg
- A - Brian Sutter, Blues de Saint-Louis
- A - Miroslav Fryčer, Maple Leafs de Toronto
- A - Wayne Gretzky, Oilers d'Edmonton
- A - Mike Krushelnyski, Oilers d'Edmonton
- A - Paul MacLean, Jets de Winnipeg
- A - Thomas Gradin, Canucks de Vancouver
- A - John Ogrodnick, Red Wings de Détroit
- A - Steve Payne, North Stars du Minnesota

## Feuille de match
| 12 février 1985 | Campbell | 4-6 (2-2, 0-2, 2-2) | Prince de Galles | Olympic Saddledome 16 683 spectateurs |

| Feuille de match   | Feuille de match | Feuille de match                        | Feuille de match | Feuille de match |
| ------------------ | --- | --------------------------------------- | --- | ---------------- |
|                    | - Dionne (Ogrodnick) — 6 min 33 s Fryčer (Krushelnyski, Carlyle) — 16 min 55 s - Gretzky (Krushelnyski) — 50 min 9 s - Carlyle (Krushelnyski) — 57 min 9 s - | 0-1 0-2 1-2 2-2 2-3 2-4 3-4 3-5 4-5 4-6 | Francis (Kerr) — 1 min 40 s Kerr (Goulet, Bourque) — 5 min 31 s - Hedberg (Lemieux, Chellios) — 33 min 46 s Lemieux (Muller, Bourque) — 37 min 47 s - Lemieux (Bourque) — 51 min 9 s - Gartner (Bourque) — 59 min 51 s |                  |
| Barrasso Lindbergh | Gardiens | Moog Fuhr                               | |                  |
| 2 min              | Pénalités | 4 min                                   | |                  |
| 26                 | Tirs | 36                                      | |                  |